# Dave Banner
Il dottor David "Dave" Banner è l'antagonista principale del film Hulk, basato sul personaggio Brian Banner della Marvel Comics. È uno scienziato geniale e il padre di Bruce Banner, che in seguito si trasforma in un potente essere composto di energia.

## Biografia
Il dottor David Banner viene finanziato dal Generale Thaddeus "Thunderbolt" Ross nei suoi studi sul gene umano in modo da rendere i soldati immuni alle armi biologiche.
Senza il consenso di Ross, Dave si inietta un siero che gli conferisce immunità alla malattie. In seguito, sua moglie Edith diede alla luce suo figlio, Bruce, che mostrava a malapena emozioni e chiazze di pelle verde quando succedeva. Dave si sentì responsabile, rendendosi conto che gli esperimenti fatti su sé stesso avevano influenzato anche lui. Cercando una cura per la condizione di Bruce, Thunderbolt Ross interruppe la sua ricerca, avendo scoperto che violava il protocollo. Dave andò su tutte le furie, distruggendo accidentalmente il suo laboratorio e cercando di uccidere Bruce, solo per pugnalare accidentalmente a morte Edith, per poi venire arrestato. Rimuovendo il ricordo sul padre che uccise Edith, Bruce viene preso in affidamento dalla signora Krenzler, rimanendo comunque perseguitato dai suoi incubi e afflitto dal disturbo da stress post-traumatico.
Trent'anni dopo, lo scienziato viene rilasciato e si fa assumere come custode notturno da Benny (avendolo presumibilmente ucciso per avere quel lavoro) presso l'istituto di ricerca di Berkeley, dove lavora suo figlio. Dopo che Bruce è rimasto investito dalle radiazioni gamma e dalle nanomacchine, Dave gli rivela di essere suo padre e ruba parte del suo DNA mutato per sperimentarlo su alcuni animali. Dopo aver visto Bruce trasformato in Hulk, diventa ossessionato dall'idea di copiare quel suo potere. Dave invia poi dei cani mutanti per uccidere Betty Ross (figlia di Thanderbolt ed ex fidanzata di Bruce), così da scoprire fino a che punto è evoluto il suo potere. Quando Bruce/Hulk uccide i cani per salvare la sua amata Betty, Dave, molto invidioso del suoi poteri, crea un nuovo siero che gli conferisce l'abilità di assorbire le caratteristiche di ciò che tocca.
Si fa quindi arrestare, così da potersi avvicinare al figlio anch'egli in prigione. Grazie ai suoi poteri riesce facilmente a fuggire e cerca di assorbire i poteri di Hulk, arrivando a fondersi con l'elettricità divenendo un mostro simile a Zzzax. Bruce Banner fa sì che il padre riesca nel suo intento, ma questi non riesce a resistere a tanta energia e collassa su sé stesso morendo.

## Personalità e tratti
David Banner è un ricercatore estremamente brillante ma anche egoista, manipolatore e megalomane, che non vede niente di più o meno che uccidere suo figlio che amava veramente e di cui si prendeva cura per ottenere la sua forza e diventare un essere immensamente potente, desiderando di voler avere un potere superiore. Sebbene l'omicidio di sua moglie Edith non era nelle sue intenzioni, aveva tentato di uccidere Bruce, temendo che il figlio si trasformasse in una creatura pericolosa per ucciderlo.
Nonostante le sue azioni folli e omicide, si suggerisce che in realtà Dave sia una persona tragica, preoccupandosi davvero per Bruce e sua moglie, dimostrando rimorso quando scoprì la prima trasformazione di Bruce in Hulk, ed era un padre a suo modo amorevole quando Bruce era piccolo e chiaramente si sentì in colpa per aver ucciso Edith, confessando in lacrime a Betty Ross le sue azioni. 

## Poteri e abilità
David, grazie al primo siero iniettatosi, è immune a qualsiasi malattia grazie a una specie di fattore rigenerante. Dopo essersi iniettato un nuovo siero, diventa capace di assorbire le caratteristiche di ciò che tocca. È inoltre un geniale scienziato genetista.

## Collegamenti con altri media
- Il nome del personaggio è un riferimento alla serie televisiva L'incredibile Hulk (1978-1982) in cui il protagonista Bruce Banner si chiamava invece David Banner (interpretato da Bill Bixby).
- Nei fumetti il suo nome completo è Brian David Banner.
- I poteri sovrumani del personaggio sono quelli dell'Uomo Assorbente e di Zzzax, entrambi supercriminali dei fumetti Marvel.